# 아메리카 국가 기구

아메리카 국가 기구의 기

아메리카 국가 기구 또는 미주 기구(美洲機構)는 미국 워싱턴에 본부를 둔 국제 기구로, 1948년 4월 30일에 창설되었다. 현재 아메리카 대륙의 34개국이 가입해 있다.
공식 언어는 영어, 스페인어, 프랑스어, 포르투갈어이고 공식 언어별 명칭은 아래와 같다.
- 영어: Organization of American States, OAS 오거니제이션 오브 아메리칸 스테이츠[*]
- 스페인어: Organización de los Estados Americanos, OEA 오르가니사시온 데 로스 에스타도스 아메리카노스[*]
- 프랑스어: Organisation des États Américains, OEA 오르가니자시옹 데 제타 아메리캥[*]
- 포르투갈어: Organização dos Estados Americanos, OEA 오르가니자상 두스 이스타두스 아메리카누스[*]

## 역사
1947년 9월, 미국을 비롯한 중남미 20개국이 리우 데자네이루에서 미주(美洲) 상호원조조약을 체결하게 되었다. 이 조약은 총 26개조로서 "조약국 상호간의 분쟁은 유엔에 의탁하기 전에 미주기구의 협의에 따라 해결하고자 한다"는 정신을 원칙으로 삼고 있다. 1948년 4월 콜롬비아의 수도 보고타에서 열린 미주회의에서는 리우조약 정신을 보다 강화시키며, 미주회의와의 연대를 굳게 하고자 이 지역의 모든 기구를 집대성하여 미주기구를 창설토록 했다.
아메리카 국가 기구는 미국의 중남미 정책에서 신먼로주의의 지배 역할을 담당하는 것으로서 이 지역의 진보적인 반식민지 운동의 억제력이 되기도 했다. 특히 쿠바를 고립시키는 데 큰 역할을 하였으나 1975년 7월 이후에 OAS의 쿠바의 봉쇄는 끝났다.

## 조직
아메리카 국가 기구는 사무국, 상임위원회, 통합 개발을 위한 미주 협의회 및 다수의 위원회로 구성된다.
아메리카 국가 기구의 사무국은 6개 사무국으로 구성되어 있다.
- 정무사무국
- 통합개발사무국
- 다차원안보사무국
- 행정재정사무국
- 법무사무국
- 대외협력사무국

아메리카 국가 기구의 다양한 상임위원회에는 다음이 포함된다.
- 사법 정치 상임위원회
- 행정 예산 상임위원회
- 반구 안보 상임위원회
- 미주 정상 회의 관리 및 시민 사회의 OAS 활동 참여를 위한 상임위원회

아메리카 국가 기구의 다양한 위원회에는 다음이 포함된다.
- 미주 여성 위원회
- 미주 인권 위원회
- 미주 통신 위원회

## 가입국

아메리카 국가 기구 회원국

1948년 5월 5일 아메리카 국가 기구 창설 당시 회원국은 다음과 같다.
| - 아르헨티나 - 볼리비아 - 브라질 - 칠레 - 콜롬비아 - 코스타리카 - 쿠바 (1962년 제명, 문단 참조) |  | - 도미니카 공화국 - 에콰도르 - 엘살바도르 - 과테말라 - 아이티 - 온두라스 (문단 참조) - 멕시코 |  | - 니카라과 (2023년 탈퇴, 문단 참조) - 파나마 - 파라과이 - 페루 - 미국 - 우루과이 - 베네수엘라 (분쟁 중, 문단 참조) |

아메리카 국가 기구는 새로 독립한 카리브해의 국가들을 새로 회원국으로 맞으며 확장했다. 회원국은 다음과 같다. (가입 연도 순으로 정렬)
- 바베이도스 (1967년)
- 트리니다드 토바고 (1967년)
- 자메이카 (1969년)
- 그레나다 (1975년)
- 수리남 (1977년)
- 도미니카 연방 (1979년)
- 세인트루시아 (1979년)
- 앤티가 바부다 (1981년)
- 세인트빈센트 그레나딘 (1981년)
- 바하마 (1982년)
- 세인트키츠 네비스 (1984년)
- 캐나다 (1990년)
- 벨리즈 (1991년)
- 가이아나 (1991년)

### 쿠바
아메리카 국가 기구는 1962년 1월 31일에 우루과이 푼타델에스테에서 열린 제8차 자문 회의를 통해 "아메리카 국가 기구의 특정 회원국이 마르크스-레닌주의를 고수하는 것은 미주간 통합 체제와 양립할 수 없으며 그러한 정부와 공산주의 진영 간의 연계는 아메리카 대륙의 통합과 연대를 깨뜨린다. 공식적으로 스스로를 마르크스-레닌주의 정부로 규정한 현재의 쿠바 정부는 미주간 통합 체제의 원칙과 양립할 수 없다. 이에 아메리카 국가 기구는 쿠바의 회원국 자격을 정지한다."고 결정했다. 이 안건은 찬성 14개국, 반대 1개국, 기권 6개국(아르헨티나, 볼리비아, 브라질, 칠레, 에콰도르, 멕시코)으로 통과되었다.
쿠바 정부는 아메리카 국가 기구를 "미국의 식민지부"라고 비난했으며 피델 카스트로와 라울 카스트로 형제는 아메리카 국가 기구를 "미국 제국주의 세력의 지배를 위한 도구"로 규정했다. 아메리카 국가 기구 회원국의 외무장관들은 2009년 6월 3일에 온두라스 산페드로술라에서 열린 회의를 통해 1962년부터 쿠바에 내려진 회원국 자격 정지 처분을 해제하기로 결정했다. 그러나 쿠바 정부는 2009년 6월 8일에 공개된 공식 성명을 통해 "쿠바 정부는 아메리카 국가 기구가 쿠바에 대한 자격 정지 처분 해제 결정을 환영한다. 그러나 쿠바 정부는 아메리카 국가 기구에 복귀하지 않을 것이다."라고 밝혔다.

### 온두라스
2009년 온두라스 헌정위기를 계기로 마누엘 셀라야 대통령이 축출되었다. 이에 아메리카 국가 기구는 2009년 7월 5일에 온두라스에 대한 회원국 자격 정지 결정을 33개국의 만장일치로 채택했다. 아메리카 국가 기구는 2011년 6월 1일에 온두라스의 회원국 자격 복권에 대해 찬성 32개국, 반대 1개국(에콰도르), 기권 1개국(베네수엘라)으로 통과시켰다.

### 베네수엘라
베네수엘라는 2017년 4월 28일에 공개된 공식 성명을 통해 아메리카 국가 기구에서 탈퇴한다고 선언했는데 아메리카 국가 기구 헌장에 따르면 탈퇴 과정에 2년이 걸린다. 그러나 2019년 베네수엘라 대통령 위기 과정에서 임시 대통령으로 취임한 후안 과이도 베네수엘라 의회 의장이 아메리카 국가 기구 사무총장에게 보낸 서한을 통해 베네수엘라가 아메리카 국가 기구 회원국으로 남기를 원한다고 밝혔다. 이에 따라 아메리카 국가 기구는 후안 과이도의 임시 정부를 베네수엘라 정부 대표로 인정하고 있다.

### 니카라과
2021년 11월 7일에 니카라과에서 실시된 총선거에서 다니엘 오르테가 대통령이 4선에 성공했다. 아메리카 국가 기구 25개 회원국은 2021년 11월 12일에 열린 상임위원회 회의에서 "자유롭거나 공정하거나 투명하지 않으며 민주적 정당성이 결여된 상태에서 진행된 니카라과 총선거를 규탄한다."는 내용을 담은 결의안을 채택했다. 이 날 투표에서는 니카라과만 반대표를 던졌고 멕시코, 볼리비아, 온두라스를 비롯한 7개국은 기권했다. 이에 니카라과 정부는 2021년 11월 19일에 공개된 공식 성명을 통해 "아메리카 국가 기구가 니카라과에 대한 내정 간섭을 자행하고 미국의 이익과 패권을 강화하는 도구로 이용되고 있다."고 비난하면서 아메리카 국가 기구 탈퇴를 선언했다. 아메리카 국가 기구 헌장에 따르면 탈퇴 과정에 2년이 걸린다. 2022년 4월 24일에는 니카라과 정부가 마나과 주재 아메리카 국가 기구 대표부를 철수시키고 소속 직원들을 추방했다. 니카라과는 2023년 11월 19일을 기해 아메리카 국가 기구에서 공식 탈퇴했다.

## 같이 보기
- 미주개발은행
- 라틴아메리카·카리브 국가 공동체
- 남미 국가 연합
- 이베로아메리카 국가 기구